# Margareta Sjödin
Åsa Margareta Sjödin Hellsten, född 15 mars 1942 i Härnösand, är en svensk skådespelare, målare och skulptör.

## Biografi
Margareta Sjödin upptäcktes 1965 av Lars Ekborg och anställdes av Povel Ramel för Knäppupp. Hennes paradroll var som dum blondin i TV-programmet Partaj 1969 där Sjödins stående replik var "Har jag gjort bort mig nu igen?". –Det var faktiskt bara en roll jag spelade, som hon säger. 1972 deltog Sjödin i en specialkör till Björn Skifs bidrag "Andra kan väl också se" i den svenska Melodifestivalen.
Margareta Sjödin var verksam inom teater, TV och film ett antal år, en del av filmerna hon medverkade i var inspirerade av den nya franska vågen. Hon har också lånat ut sin röst i de svenska versionerna av några klassiska Disneyfilmer, den mest kända är den kloka kattmamman Duchess i Aristocats. Därefter flyttade Margareta Sjödin med sin familj till Kalifornien i USA.
De senaste decennierna har Sjödin ägnat all sin tid åt att uttrycka sig i måleri och skulptur. Hon har haft utställningar världen över, bland annat i Argentina, Mexiko, USA och Kina. Margareta Sjödin har tilldelats priser som Eliason Award som ambassadör för Sverige och svensk kultur i USA. Hon blev tidigt utsedd som ambassadör och förmedlare av kinesisk konst av Shanghais universitet.
Margareta Sjödin är idag åter bosatt i Sverige, där hon fortsätter utöva sitt konstnärskap.

## Filmografi i urval
- 1966 – Ormen
- 1967 – Roseanna
- 1967 – Bränt barn
- 1968 – Het snö
- 1968 – Lejonsommar
- 1969 – Partaj (TV-serie)
- 1969 – Miss and Mrs Sweden
- 1969 – Den vilda jakten på likbilen
- 1970 – Aristocats (röst som Duchess)
- 1970 – Grisjakten
- 1970 – Röda rummet (TV-serie)
- 1974 – Bröderna Malm (TV-serie)
- 1975 – La flûte à six schtroumpfs
- 1975 – Mina barn eller dina
- 1976 – Äh, lägg av!
- 1977 – Bernard och Bianca (röst som Bianca)
- 1979 – I väntan på doktor Forsman (TV-serie)
- 1990 – Bernard och Bianca i Australien (röst som Bianca)

## Teater

### Roller
| År   | Roll         | Produktion | Regi            | Teater              |
| ---- | ------------ | --- | --------------- | ------------------- |
| 1965 |              | En kul grej hände på väg till Forum (A Funny Thing Happened on the Way to the Forum) Stephen Sondheim, Burt Shevelove, Larry Gelbart | Gösta Bernhard  | Idéonteatern        |
| 1965 | Medverkande  | Ta av dej skorna, revy Povel Ramel och Beppe Wolgers                                                                                 | Egon Larsson    | Turné/ Idéonteatern |
| 1967 | Anna Pichler | Två små fåglar (Karl III. und Anna von Österreich) Manfried Rössner                                                                  | Leif Amble-Næss | Pionjärteatern      |
| 1967 |              | Peer Gynt Henrik Ibsen | Jerk Liljefors  | Riksteatern         |
| 1969 |              | Snark (Son of Oblomov) Spike Milligan                                                                                                | Thor Zackrisson | Maximteatern        |
| 1969 |              | En gång till, Sam! (Play it again, Sam) Woody Allen                                                                                  | Stig Olin       | Intiman             |